# Liste des évêques de Tsiroanomandidy
Liste des évêques de Tsiroanomandidy
(Dioecesis Tsiroanomandidyensis)
La préfecture apostolique de Tsiroanomandidy est créée le 13 janvier 1949, par détachement du vicariat apostolique de Miarinarivo.
Elle est érigée en évêché le 11 décembre 1958.

## Est préfet apostolique
- 14 janvier 1949-11 décembre 1958 : Angel Martínez Vivas

## Sont évêques
- 11 décembre 1958-30 juillet 1977 : Angel Martínez Vivas, promu évêque.
- 27 avril 1978-† 30 juin 2001 : Jean-Samuel Raobelina
- 30 juin 2001-4 octobre 2003 : siège vacant
- depuis le 4 octobre 2003  : Gustavo Bombin Espino

## Sources
- L'ANNUAIRE PONTIFICAL, sur le site http://www.catholic-hierarchy.org, à la page
- Agenzia FIDES, communiqué du 8 novembre 2003  http://www.fides.org/fr/news/943-AFRIQUE_MADAGASCAR_NOMINATION_DE_L_EVEQUE_DE_TSIROANOMANDIDY#.WRhyf9ykIdV
- Agenzia FIDES, communiqué du 16 février 2017  http://www.fides.org/fr/news/61737-AFRIQUE_MADAGASCAR_Erection_du_Diocese_de_Maintirano_et_nomination_de_son_premier_Eveque#.WRhy4dykIdV